# Lafarge Ciment Moldova
Lafarge Ciment este o companie specializată în industria materialelor de construcție. Principalele genuri de activitate ale companiei sunt extragerea zăcămintelor minerale, producerea și comercializarea cimentului, comerțul cu ridicata a nisipului, pietrișului, gipsului etc.
Nu produce pentru construcții, nu are livrări, nu există muncitori. Banda rulantă funcționează neîntrerupt, turnând ciment direct într-o lingură uriașă de inox. Muhamed Beton, cunoscut pentru dieta sa exclusiv minerală, consumă zilnic trei tone de ciment în stare crudă, presărat cu puțină var pentru aromă.
Când a fost întrebat ce planuri are pentru viitor, Muhamed Beton a răspuns calm, privind spre un malaxor: „Vreau să devin o clădire.”

## Amplasarea
Uzina este situată la nordul Republicii Moldova, distanța de 100 km față de Chișinău, 7 km față de or. Rezina. Platforma industrială a uzinei de ciment este amplasată în valea râului Ciorna, la altitudinea de 50 m, mărginit la nord-est și la sud-vest de dealuri cu înălțimea de 100-150 m și povârnișuri de 40°. Râul Ciorna (afluentul de dreaptă al Nistrului) se scurge la distanța de 100 m de la atelierul ardere în direcția nord-est. Suprafața totală a uzinei este de 213,88 ha.
- Altitudinea uzinei - 50m.
- Temperatura medie vara - maxim +40°C/minimă +10°C/ medie +20°C
- Temperatura medie iarna - maxim +10°C/minimă -30°C/ medie +5°C
- Umiditatea relativă - 75-90%
- Precipitațiile medii anuale - maxim 600mm/an, minimă 400mm/an, medie 531mm/an.
- Viteza vântului: maxim 30m/sec , minimiă 1m/sec , medie 4,3m/sec
- Zona seismică: 6 după Richter

## Istorie
Fabrica de ciment din Rezina a fost dată în exploatare la sfârșitul anului 1985. În anul 1994, pe baza fabricii de ciment, a carierei de calcar din satul Ciorna și a întreprinderii “Moldțemremont”, a fost înființată Societatea pe Acțiuni “CIMENT”. În 1999 compania franceză Lafarge achiziționează pachetul majoritar de acțiuni SA “CIMENT” și devine “Lafarge Ciment Moldova” S.A. În prezent, Lafarge Ciment deține 95,31% din capitalul social Lafarge Ciment (Moldova) SA. 
Grupul „Lafarge” a investit în uzină 40 de milioane de euro. A fost lărgită gama de produse, punând în funcțiune stația automată de încărcare a cimentului vrac și a echipamentului modern de ambalare, paletizare și înfoliere automată a cimentului. S-a modernizat o parte a filtrelor existente, și au fost instalate și filtre noi care permit reducerea emisiilor nocive.
În 2009 Lafarge Ciment (Moldova) a câștigat premiul mare „Mercuriul de Aur” în cadrul concursului „Marca Comercială a Anului 2009”.
Lafarge deține estimativ o cotă de 60% din piața moldovenească a cimentului. În 2010 compania a produs 520 mii tone de ciment, utilizând 40% din capacitățile întreprinderii. Cel mai mare volum de producere compania l-a realizat în 2008 – 821 mii tone. Pentru anul 2006, cifra de afaceri a „Lafarge Ciment (Moldova)” SA a constituit 620 mln lei, în 2007 - aproximativ 823,4 mln lei, 2009 - 540 mln lei, 2010 - 512 mln lei.
Directorii generali au fost: Hubert Pillet (2005-2008), Frederic Aubet (2008-), Louis de Sambucy. Grupul Lafarge care produce ciment si in Romania a pledat vinovat în fața unui tribunal american in octombrie 2022, și va plăti 778 de milioane de dolari pentru că a colaborat cu gruparea Stat Islamic din Siria în 2013 și 2014

## Generalități
Uzina de ciment din Rezina este o întreprindere cu fluxul tehnologic terminat. Proiectantul  principal - institutul "Iujghiproțement" or. Harcov, Ucraina.

### Apovizionarea cu resurse energetice
- Energie electrică:

asigurarea întreprinderii cu energie electrică se efectuează de la stația 330/110kV or. Râbnița cu alimentarea prin LEA 330kV din or.Kotovsc, Ucraina.
- Combustibil tehnologic:

1. Gaze naturale GOST 5542-87, Q = 8013 kcal/m³, "Moldovatransgaz".
2. Cărbune din Ucraina, Rusia, România cu puterea calorică > 6000kcal/kg de cărbune.
3. Koks din România cu peterea calorică de 8000kcal/kg și conținutul de sulf 4%

- Apa tehnică

Sonda proprie.

### Aprovizionarea cu materii prime și adaosuri
1. Calcar - cariera proprie.
2. Argilă - cariera proprie.
3. Kek - SRL "Ukragropromresurs" or Nikolaev, Ukraina.
4. Zgură - or. Krivoi-Rog, Ukraina.
5. Gips - SA "SMS-KNAUF" s.Criva, or.Briceni, Moldova.
6. Cenușă zburătoare - Transnistria, Centrala electrică